# Brunt kraterskinn
Brunt kraterskinn (Amphinema diadema) är en svampart som beskrevs av K.H. Larss. & Hjortstam 1986. Brunt kraterskinn ingår i släktet Amphinema och familjen Atheliaceae.  Arten är reproducerande i Sverige. Inga underarter finns listade i Catalogue of Life.